# جيرالدتون
جيرالدتون (بالإنجليزية: Geraldton)‏ هي مدينة تقع في أستراليا الغربية على بعد 420 كيلومترا إلى الشمال من بيرث على محيط الهندي الساحل. في عام 2006 ، كان يبلغ عدد سكانها 27.420 نسمة. مدينة ساحلية وهي ميناء رئيسي ومركز إقليمي.

## المناخ
يظهر الجدول التالي التغييرات المناخية على مدار السنة لجيرالدتون:
| البيانات المناخية لـجيرالدتون     | البيانات المناخية لـجيرالدتون | البيانات المناخية لـجيرالدتون | البيانات المناخية لـجيرالدتون | البيانات المناخية لـجيرالدتون | البيانات المناخية لـجيرالدتون | البيانات المناخية لـجيرالدتون | البيانات المناخية لـجيرالدتون | البيانات المناخية لـجيرالدتون | البيانات المناخية لـجيرالدتون | البيانات المناخية لـجيرالدتون | البيانات المناخية لـجيرالدتون | البيانات المناخية لـجيرالدتون | البيانات المناخية لـجيرالدتون |
| الشهر                             | يناير                         | فبراير                        | مارس                          | أبريل                         | مايو                          | يونيو                         | يوليو                         | أغسطس                         | سبتمبر                        | أكتوبر                        | نوفمبر                        | ديسمبر                        | المعدل السنوي                 |
| --------------------------------- | ----------------------------- | ----------------------------- | ----------------------------- | ----------------------------- | ----------------------------- | ----------------------------- | ----------------------------- | ----------------------------- | ----------------------------- | ----------------------------- | ----------------------------- | ----------------------------- | ----------------------------- |
| الدرجة القصوى °م (°ف)             | 47.7 (117.9)                  | 47.3 (117.1)                  | 45.2 (113.4)                  | 39.7 (103.5)                  | 36.6 (97.9)                   | 29.5 (85.1)                   | 29.0 (84.2)                   | 31.6 (88.9)                   | 36.1 (97.0)                   | 40.7 (105.3)                  | 43.8 (110.8)                  | 46.8 (116.2)                  | 47.7 (117.9)                  |
| متوسط درجة الحرارة الكبرى °م (°ف) | 31.6 (88.9)                   | 32.6 (90.7)                   | 31.0 (87.8)                   | 27.7 (81.9)                   | 24.1 (75.4)                   | 20.9 (69.6)                   | 19.5 (67.1)                   | 20.1 (68.2)                   | 22.1 (71.8)                   | 24.5 (76.1)                   | 27.2 (81.0)                   | 29.6 (85.3)                   | 25.9 (78.6)                   |
| متوسط درجة الحرارة الصغرى °م (°ف) | 18.3 (64.9)                   | 19.2 (66.6)                   | 17.9 (64.2)                   | 15.4 (59.7)                   | 12.9 (55.2)                   | 10.9 (51.6)                   | 9.4 (48.9)                    | 8.9 (48.0)                    | 9.3 (48.7)                    | 11.0 (51.8)                   | 13.9 (57.0)                   | 16.4 (61.5)                   | 13.6 (56.5)                   |
| أدنى درجة حرارة °م (°ف)           | 9.4 (48.9)                    | 10.0 (50.0)                   | 8.8 (47.8)                    | 6.1 (43.0)                    | 2.1 (35.8)                    | 0.5 (32.9)                    | −0.4 (31.3)                   | 1.2 (34.2)                    | 1.2 (34.2)                    | 2.4 (36.3)                    | 3.8 (38.8)                    | 7.7 (45.9)                    | −0.4 (31.3)                   |
| الهطول مم (إنش)                   | 5.7 (0.22)                    | 11.1 (0.44)                   | 15.9 (0.63)                   | 23.8 (0.94)                   | 69.5 (2.74)                   | 97.2 (3.83)                   | 91.3 (3.59)                   | 64.7 (2.55)                   | 32.0 (1.26)                   | 19.6 (0.77)                   | 9.1 (0.36)                    | 5.3 (0.21)                    | 442.4 (17.42)                 |
| متوسط أيام هطول الأمطار           | 1.7                           | 2.2                           | 2.8                           | 5.7                           | 9.9                           | 13.4                          | 14.8                          | 12.8                          | 10.0                          | 6.9                           | 3.9                           | 2.1                           | 86.2                          |
| Average afternoon رطوبة نسبية (%) | 46                            | 44                            | 44                            | 46                            | 49                            | 55                            | 58                            | 58                            | 53                            | 50                            | 47                            | 47                            | 50                            |
| المصدر:                           |                               |                               |                               |                               |                               |                               |                               |                               |                               |                               |                               |                               |                               |

## أعلام
- تود بيرسون
- راندولف ستو
- جاستن نوريس
- جوشوا ميلز
- زافير هربرت
- بن ببر